# Litopus
Litopus is een kevergeslacht uit de familie van de boktorren (Cerambycidae). De wetenschappelijke naam van het geslacht werd voor het eerst geldig gepubliceerd in 1833 door Audinet-Serville.

## Soorten
Litopus omvat de volgende soorten:
- Litopus aequabilis (Kolbe, 1890)
- Litopus argentatus Schmidt, 1922
- Litopus auricollis Schmidt, 1922
- Litopus coelestinus Fairmaire, 1901
- Litopus drumonti Juhel & Bentanachs, 2011
- Litopus geniculatus (Harold, 1880)
- Litopus halli Lepesme, 1950
- Litopus jirouxi Juhel & Bentanachs, 2011
- Litopus kenyensis Adlbauer, 2002
- Litopus latipes (Fabricius, 1787)
- Litopus legrandi Juhel & Bentanachs, 2011
- Litopus neavei Lepesme, 1950
- Litopus patricius Gerstaecker, 1884
- Litopus pseudauricollis Juhel & Bentanachs, 2011
- Litopus reticulatus Lepesme, 1950
- Litopus rojkoffi Juhel & Bentanachs, 2011
- Litopus semiopacus Fairmaire, 1887
- Litopus spiniger (Aurivillius, 1913)